# Lophotrochozoa
Lophotrochozoa (česky též uváděni a skloňováni jako lofotrochozoa) je monofyletická skupina kmenů kmenů, spojující lofoforátní živočichy, tedy živočichy, kteří mají ústní otvor typicky obklopený prstencem chapadélek, a živočichy, jejichž vývoj zpravidla prochází stadiem trochoforové larvy.
Byla zavedena v r. 1995 a definována fylogeneticky jako klad zahrnující posledního společného předka 3 tradičních taxonů chapadlovců (chapadlovky, mechovci, ramenonožci), měkkýšů a kroužkovců a všech jeho potomků.
Skupina je součástí velkého kladu Spiralia, které spojuje pravděpodobný společný předek, u kterého se vyvinulo spirální rýhování, kterým začíná vývoj zárodku z oplozeného vajíčka.
Protože dosud nejsou vyjasněny příbuzenské vztahy mezi kmeny živočichů se spirálním rýhováním, není ani ustálen seznam živočišných kmenů, spadajících do Lophotrochozoa.

## Vývoj názorů na zastoupení kmenů v Lophotrochozoa
Původním předpokladem bylo, že Lophotrochozoa tvoří jednu ze dvou hlavních skupin prvoústých živočichů, sesterskou k Ecdysozoa. Na této pozici Lophotrochozoa zastoupil podle většiny hypotéz širší klad Spiralia.
Zatímco Lophotrochozoa měli od počátku přesné kladistické vymezení, jménem Spiralia byla nejprve označována skupina zahrnující kroužkovce, měkkýše a pásnice, a to podle spirálního rýhování vajíčka v rané ontogenezi. Když bylo spirální rýhování zjištěno u ploštěnců a jeho obdoba u dalších lofotrochozoí, začalo se kvůli zajištění přirozenosti (monofylie) taxonu používat jméno Spiralia ve stále širším smyslu jako označení pro celou vývojovou linii.
Podle tehdejších nepřesných představ o topologii vývojového stromu spirálií, začalo být jméno Lophotrochozoa používáno v širokém smyslu pro celou tuto linii (i v českých učebnicích), což v té době odpovídalo jejich definici, a v tomto smyslu přetrvalo například i jako jedna z definic kladu pro kladistické třídění dle názvoslovného kódu Phylocode.
Pokrok ve stále širší znalosti genomů zastoupených živočichů vedl k vytváření nových zpřesněných fylogenetických hypotéz a tím i k rozdílnému vymezení zastoupení jednotlivých kmenů v rámci Lophotrochozoa. Některé linie spirálií se v nich totiž odvětvovaly ještě před společným předkem z definice lofotrochozoí.
Dosavadní fylogenetické studie však docházely k rozdílným závěrům a představa o fylogenetickém stromu spirálií není dosud (rok 2024) ustálena. Níže jsou proto uvedeny tři hlavní hypotézy a jim odpovídající vymezení Lophotrochozoa výčtem kmenů.

### Hypotéza Gnathifera + Rouphozoa
K nejužšímu výčtu zastoupených kmenů vede fylogenetická hypotéza, která předpokládá, že se mezi živočichy se spirálním rýhováním nejprve odvětvila linie čelistovců (Gnathifera), zahrnující vířníky (v širším smyslu Syndermata), čelistovky (Gnathostimulida), oknozubky (Micrognathozoa) a pravděpodobně i ploutvenky (Chaetognatha). 
K ní sesterská hlavní linie se označuje jako Platytrochozoa. V ní se nejprve odvětvuje linie Rouphozoa, zahrnující ploštěnce (Plathelminthes/Platyhelminthes), břichobrvky (Gastrotricha) a pravděpodobně i sépiovky (Rhombozoa = Dicyemida).
Zbytek pak tvoří klad odpovídající definici Lophotrochozoa, zahrnující kmeny:
- Kmen: Mechovci v užším smyslu = mechovky[7][4] v širším smyslu (Bryozoa s.s. = Ectoprocta)[pozn. 1]
- Kmen: Kamptozoa; v některých systémech rozdělený na 2 kmeny o úroveň níž:
  - (Kmen:) Mechovnatci (Entoprocta)
  - (Kmen:) Vířníkovci (Cycliophora)
- Kmen: Chapadlovky (Phoronida)
- Kmen: Ramenonožci (Brachiopoda)
- Kmen: Kroužkovci (Annelida)
- Kmen: Měkkýši (Mollusca)
- Kmen: Pásnice (Nemertea)

### Hypotéza Gnathifera + Tetraneuralia
Hypotéza předpokládá také prvotní odvětvení linie čelistovců (Gnathifera), ale v rámci Platytrochozoa se jako první odvětvuje klad Tetraneuralia, tvořený měkkýši a mechovnatci.
Proto musí z definice být Lophotrochozoa v této hypotéze synonymem pro celá Platytrochozoa, a do výčtu kmenů přibývají navíc oproti předchozí hypotéze:
- Kmen: Ploštěnci (Plathelminthes/Platyhelminthes)
- Kmen: Břichobrvky (Gastrotricha)
- Kmen: Sépiovky (Rhombozoa = Dicyemida)

### Hypotéza Platyzoa + Trochozoa
Hypotéza předpokládá prvotní rozdělení živočichů se spirálním rýhováním na klady Platyzoa, zahrnující kmeny z Gnathifera, ploštěnce, břichobrvky, mechovce, mechovnatce, vířníkovce a sjednocené morulovce (Mesozoa), a tradiční Trochozoa, zahrnující kroužkovce, ramenonožce, chapadlovky, měkkýše a pásnice.
Proto musí z definice být Lophotrochozoa v této hypotéze synonymem pro celá Spiralia, a do výčtu kmenů přibývají navíc oproti předchozí hypotéze:
- Kmen: Ploutvenky (Chaetognatha)
- Kmen: Čelistovky (Gnathostomulida)
- Kmen: Oknozubky (Micrognathozoa)
- Kmen: Vířníci v širším smyslu (Syndermata = Rotifera s.l.)
- Kmen: Morulovci (Mesozoa), a to kromě sépiovek (Rhombozoa = Dicyemida) i včetně plazmodiovek (Orthonectida), v předchozích hypotézách považovaných za součást či sesterskou skupinu kroužkovců.